# Los Ranchos, Puebla
Los Ranchos är en ort i Mexiko.   Den ligger i kommunen Chignahuapan och delstaten Puebla, i den sydöstra delen av landet, 100 km öster om huvudstaden Mexico City. Los Ranchos ligger 2 679 meter över havet och antalet invånare är 589.
Terrängen runt Los Ranchos är kuperad. Runt Los Ranchos är det ganska tätbefolkat, med 56 invånare per kvadratkilometer. Närmaste större samhälle är Tlaxco, 14,2 km sydost om Los Ranchos. I omgivningarna runt Los Ranchos växer i huvudsak blandskog.